# ヌエボ橋 (ロンダ)
ヌエボ橋（スペイン語: Puente Nuevo）は、スペイン・アンダルシア州マラガ県ロンダの旧市街と新市街とを結ぶ18世紀竣工の橋梁（石造アーチ橋）。名称は「新しい橋」という意味であり、この橋とは別に、旧市街と新市街との間にはビエホ橋（スペイン語: Puente Viejo、「古い橋」）が存在する。ロンダの町の旧市街と新市街はグアダレビン川で隔てられており、その上に架けられているヌエボ橋は、ロンダの町を象徴する存在ともなっている。

## 構造

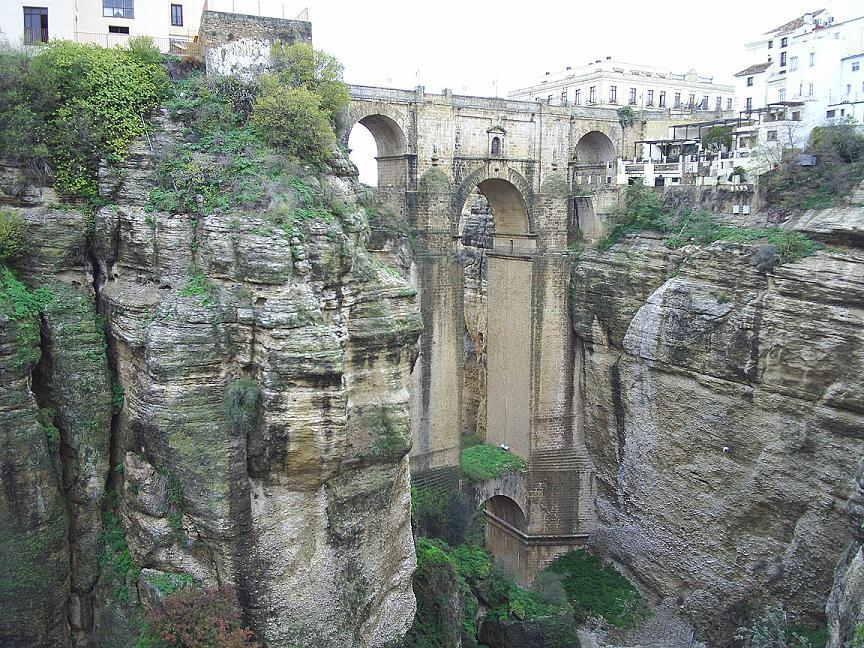
ヌエボ橋全景

ヌエボ橋は、グアダレビン川が侵食したことによって形成したロンダ峡谷の上に架けられた石橋である。谷の深さは約120m。この橋は、だいたい南北の方向を向いており、峡谷の北にある新市街と、峡谷の南にある旧市街とをつないでいる。2本の橋脚との間にはアーチ橋構造が見られる。ただし、これは2018年現在にも残っている2代目のヌエボ橋の構造であり、初代のヌエボ橋の構造は異なっていた。この2代目のヌエボ橋の規模は、2018年現在のロンダにおいては最大であり、高さは98メートル (m)、長さは66 mである。この橋の内部には部屋が設けられており、以前は監獄や貯蔵庫として使用されいたこともあり、入ることも可能である。

## 歴史

### 建設
この場所には、1735年に1つのアーチだけで峡谷を越える構造だった初代のヌエボ橋が6年かけて建造された。しかし、急造であった初代ヌエボ橋は、恐らく支持力の不足が原因で不健全な状態であったと考えられており、1741年に崩落事故を起こして50人が死亡した。このような事故があったのにもかかわらず、1751年までには、同じ場所に2代目のヌエボ橋を建設することが決定された。2018年現在に残っている2代目のヌエボ橋は、1759年に実際の建設が開始され、34年後の1793年に完成した。なお、この橋はスペインで名高い建築家であるマルティン・デ・アルデウエラによる作品とされるものの、実際の建設には他にも多数の職人達が関わっている。

### 完成後
2代目のヌエボ橋の内部には幾つか部屋が存在し、それらは様々な目的で用いられてきた。1936年から1939年にかけて勃発したスペイン内戦の時には、敵を幽閉するための牢獄として使用されたと伝えられている部屋も存在する。幽閉された者の中には、窓から谷底に突き落とされて殺された者もいたという。この牢獄として使用されたとされる場所は、2018年現在においてヌエボ橋の建築と歴史について解説する場所として活用されている。

## 写真集

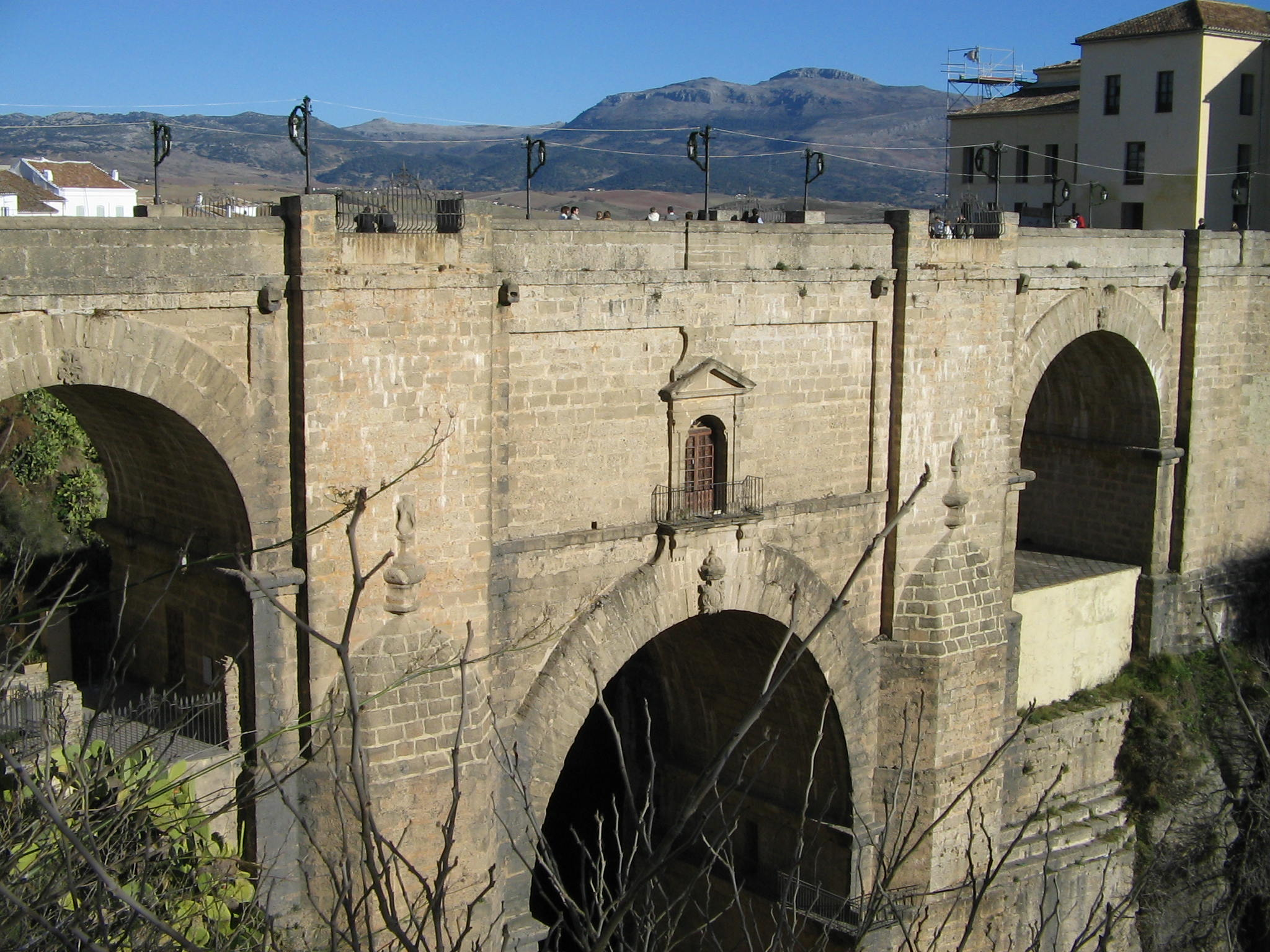
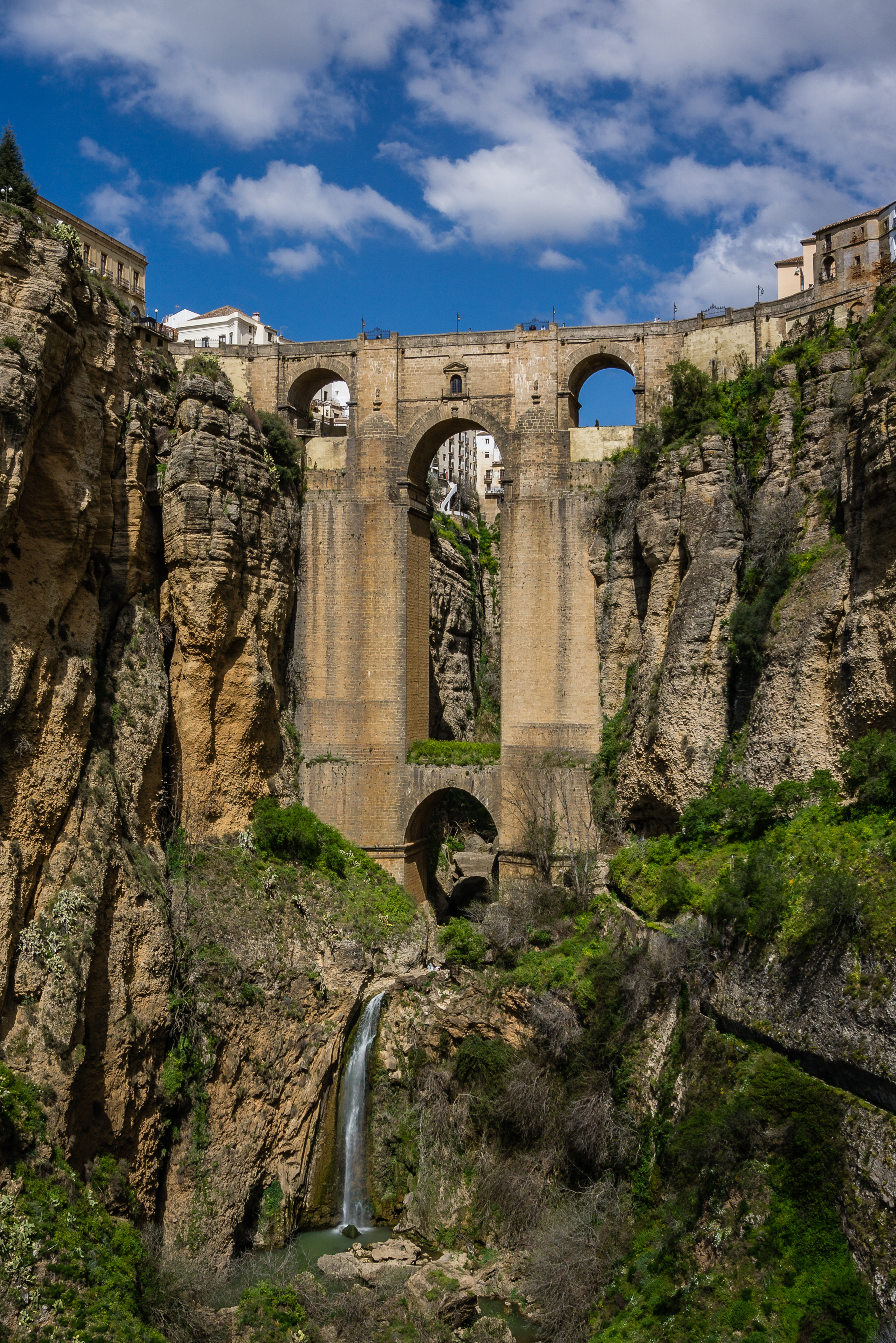
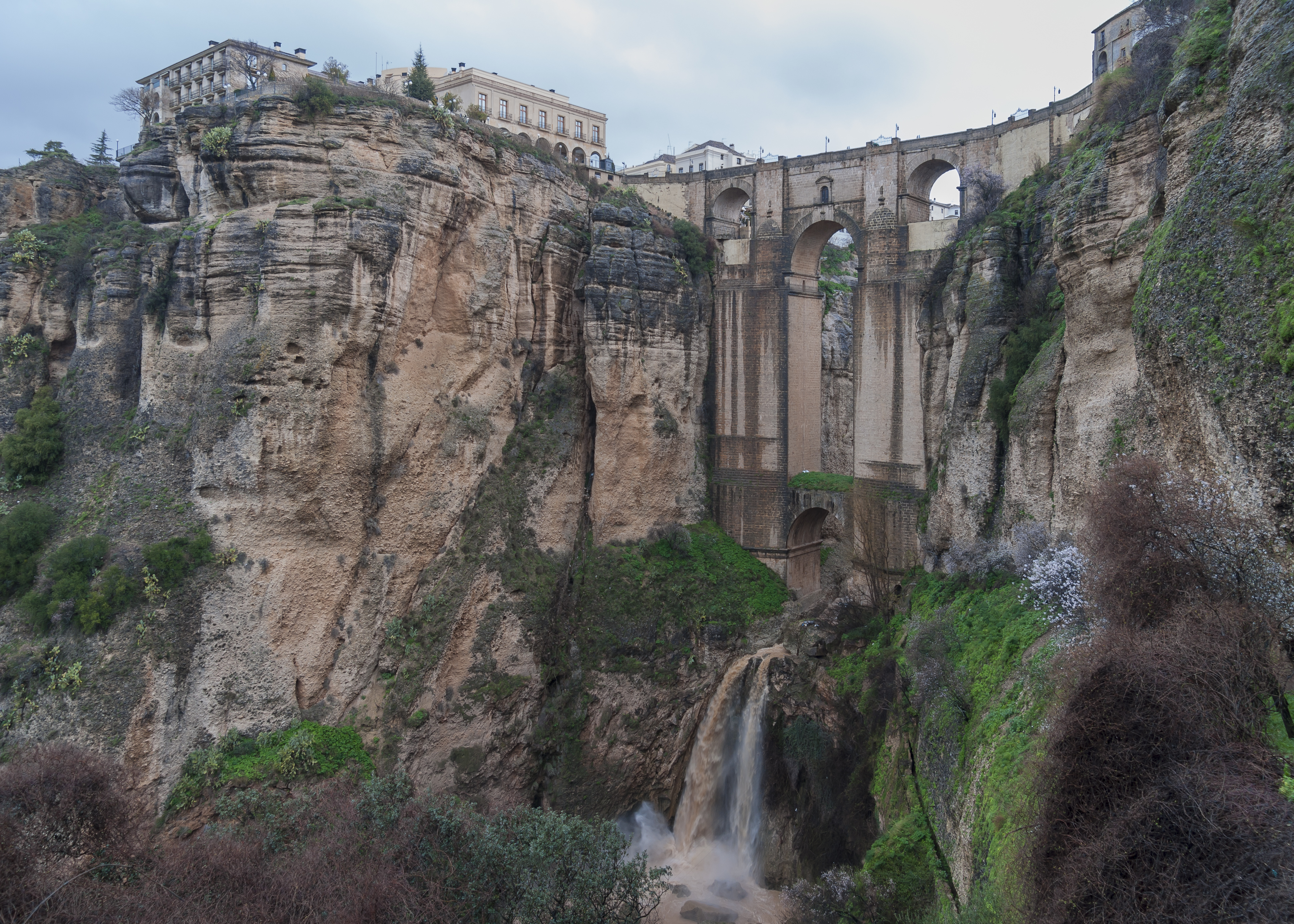
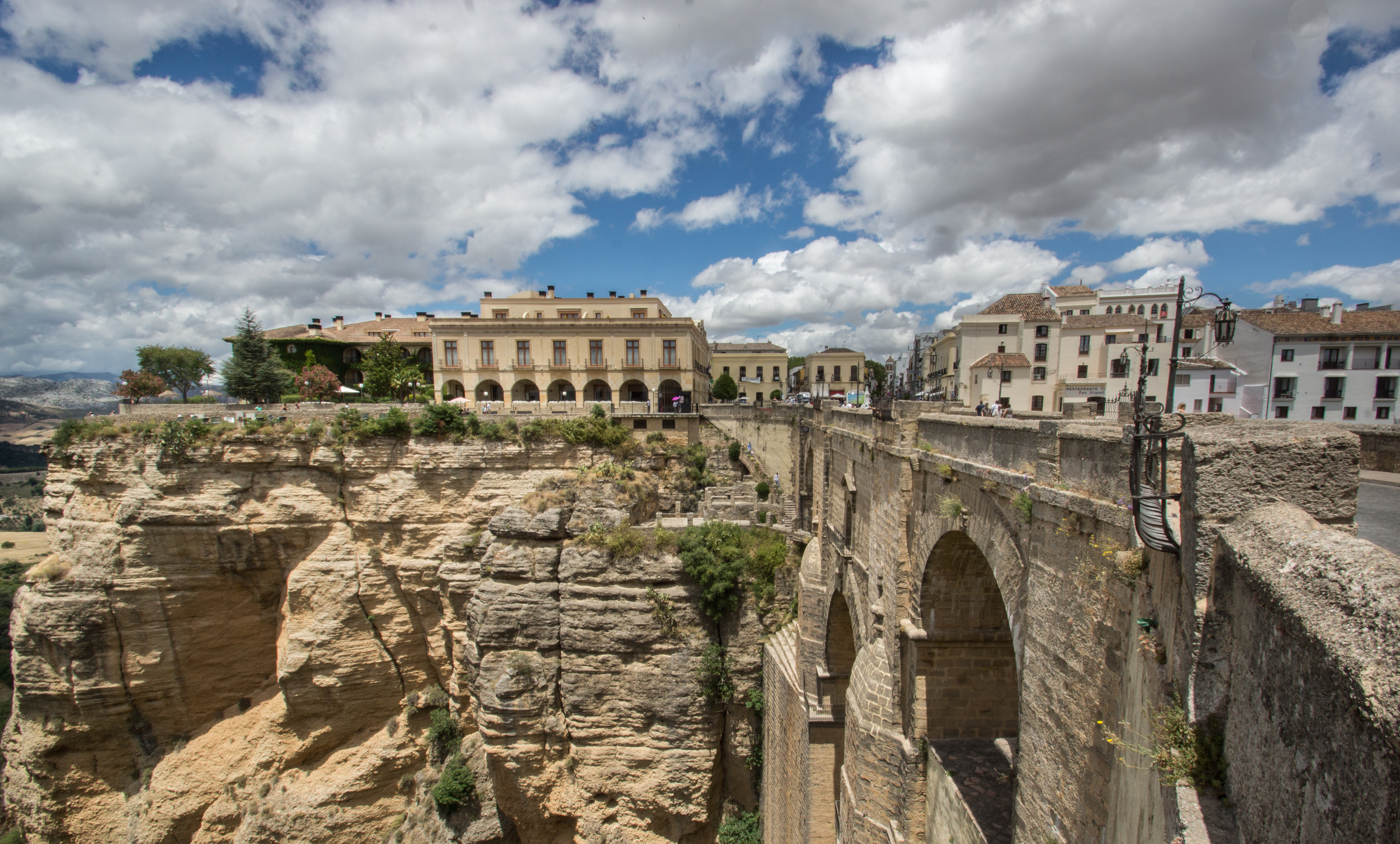
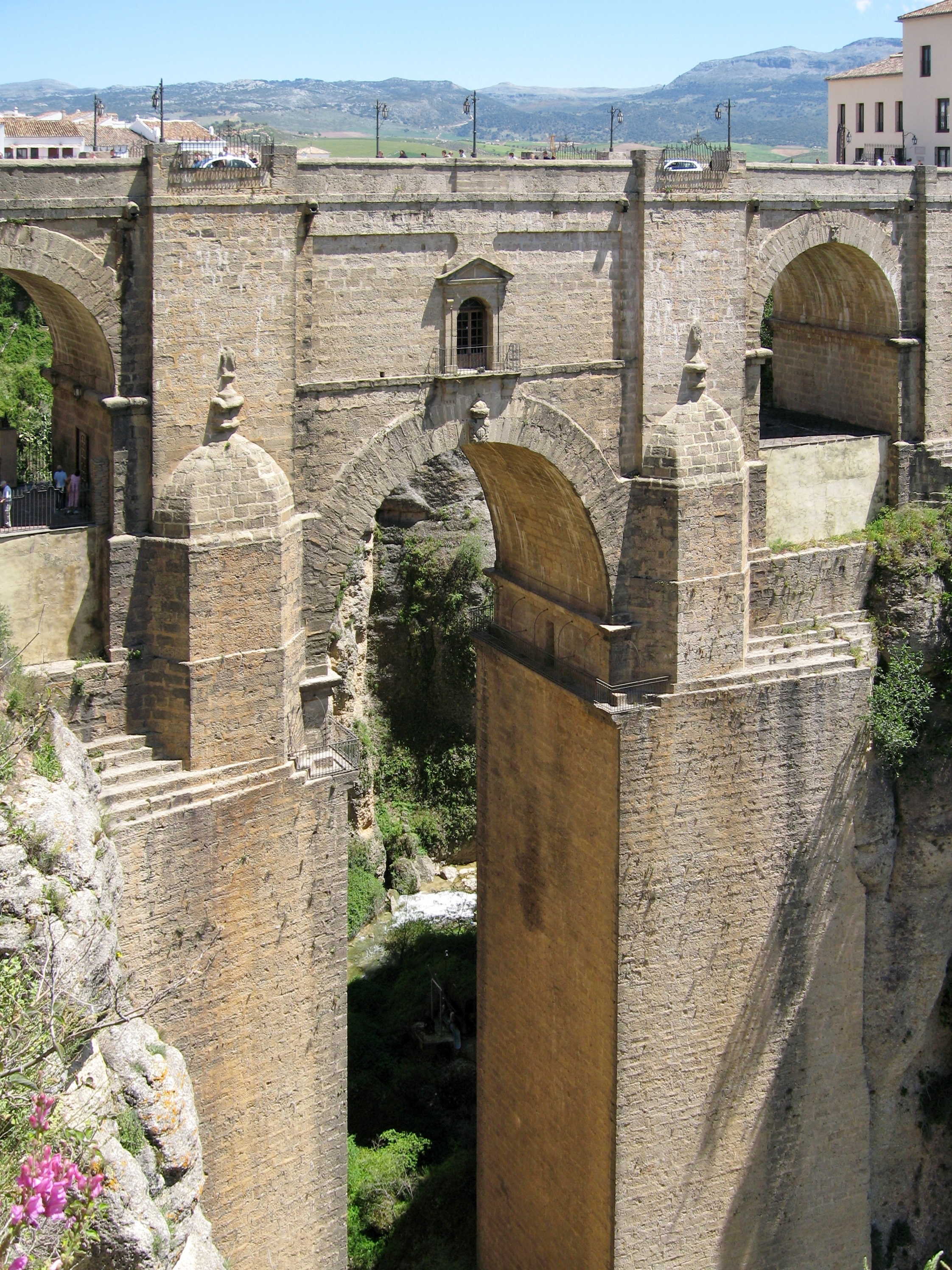
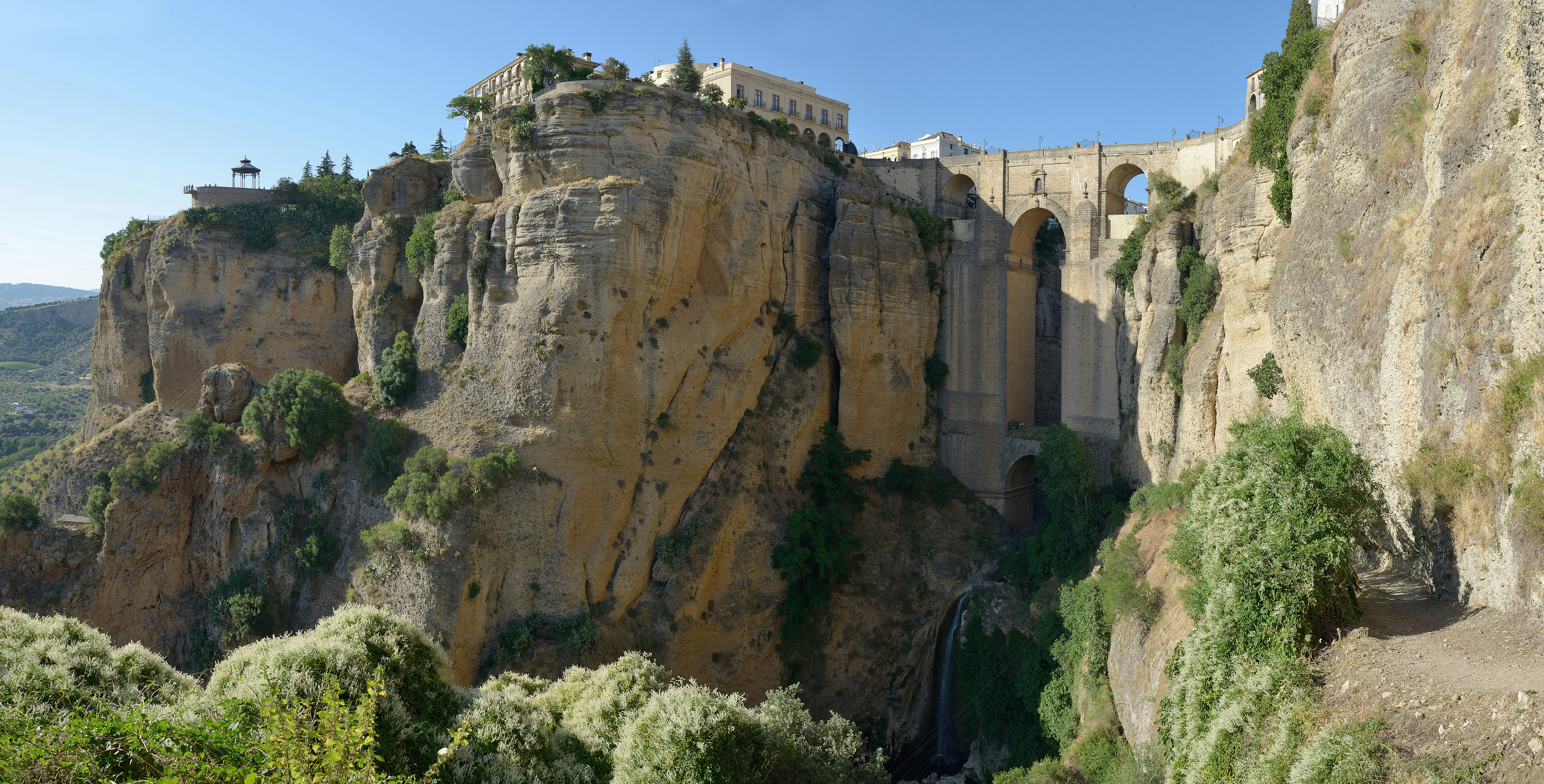